# Nonso Anozie

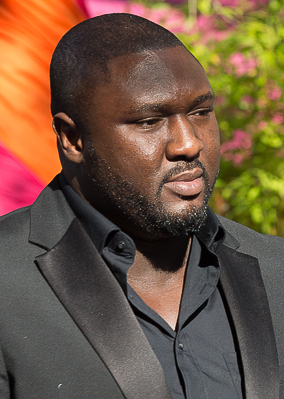
Nonso Anozie bei der Premiere von Pan (2015)

Nonso Anozie (* 28. Mai 1979 in Lincoln, Lincolnshire) ist ein britischer Schauspieler nigerianischer Herkunft.

## Leben und Karriere
Nonso Anozie wurde in England als Sohn nigerianischer Eltern geboren. Er machte eine Ausbildung zum Schauspieler an der Central School of Speech and Drama in London, welche er 2002 abschloss.
Bereits im Sommer desselben Jahres spielte er auf der Theaterbühne die Titelrolle in William Shakespeares Stück König Lear. 2004 wurde ihm in Othello zum zweiten Mal die Hauptrolle in einer Shakespeare-Aufführung übertragen und er gewann für seine Darstellung einen Ian Charleson Award.
2006 wurde Anozie engagiert, um in Chris Weitz Fantasyverfilmung Der Goldene Kompass die Synchronisation des Eisbären Iorek Byrnison zu übernehmen. Jedoch wurde er auf Entscheidung des Studios durch den bekannteren Schauspieler Ian McKellen ersetzt. Allerdings konnte Anozie dafür diese Rolle im gleichnamigen Videospiel zum Film sprechen, da McKellen für dieses Projekt nicht zur Verfügung stand.
Im Bereich des Films spielte Anozie kleinere Nebenrollen in Filmen wie Guy Ritchies Rock N Rolla und Joe Wrights Abbitte. 2008 erhielt Anozie seine erste Hauptrolle in Cass – Legend of a Hooligan, wo er den Hooligan Cass Pennant verkörperte. 2009 war er in dem mehrteiligen BBC-Drama Die Besatzer (Occupation), welches auf dem Irakkrieg basiert, in der Rolle eines US-Marines zu sehen. 2011 stellte er im Kinofilm Conan den Charakter Artus dar. 2012 gehörte er zur Besetzung der zweiten Staffel der US-Serie Game of Thrones, in welcher er den Part des Xaro Xhoan Daxos spielt.
In der Serie Die Bibel spielt er den biblischen Richter Samson. Von 2015 bis 2017 spielte er eine Hauptrolle in der CBS-Serie Zoo.

## Filmografie
- 2006: Heißer Verdacht (Prime Suspect, Fernsehserie, Episode 7x01)
- 2007: Die letzte Legion (The Last Legion)
- 2007: Abbitte (Atonement)
- 2008: Happy-Go-Lucky
- 2008: Cass – Legend of a Hooligan (Cass)
- 2008: Rock N Rolla
- 2009: Die Besatzer (Occupation, Miniserie, 3 Episoden)
- 2010: Eine zauberhafte Nanny – Knall auf Fall in ein neues Abenteuer (Nanny McPhee and the Big Bang)
- 2010: Brighton Rock
- 2010: Ich, die Sklavin (I Am Slave)
- 2010: Hollow (Kurzfilm)
- 2011: Outcasts (Fernsehserie, Episode 1x04)
- 2011: Stolen (Fernsehfilm)
- 2011: Conan (Conan the Barbarian)
- 2011: The Grey – Unter Wölfen (The Grey)
- 2012: Game of Thrones (Fernsehserie, 5 Episoden)
- 2013: Die Bibel (The Bible, Miniserie, Episode 1x03)
- 2013: Playhouse Presents (Fernsehserie, Episode 2x04)
- 2013: Ender’s Game – Das große Spiel (Ender’s Game)
- 2013–2014: Dracula (Fernsehserie, 10 Episoden)
- 2014: Jack Ryan: Shadow Recruit
- 2014: Son of God
- 2014: Rettet Weihnachten! (Get Santa)
- 2014: Women of the Bible (Fernsehfilm)
- 2015: Cinderella
- 2015: Tut – Der größte Pharao aller Zeiten (Tut, Miniserie, 3 Episoden)
- 2015: Pan
- 2015: Long Live the Royals (Kurzfilm)
- 2015: Doctor Who (Fernsehserie, Specialepisode, Stimme)
- 2015–2017: Zoo (Fernsehserie, 39 Episoden)
- 2016: Ein Sommernachtstraum (A Midsummer Night’s Dream, Fernsehfilm)
- 2017: Maxxx (Kurzfilm, Stimme)
- 2018: 7 Tage in Entebbe (7 Days in Entebbe)
- 2018: All Is True
- 2019: Guava Island
- 2019: Die Geldwäscherei (The Laundromat)
- 2020: Artemis Fowl
- 2020: Drachenreiter (Dragon Rider, Stimme)
- 2021–2023: Ted Lasso (Fernsehserie, 3 Episoden)
- 2021–2024: Sweet Tooth (Fernsehserie, 22 Episoden)
- 2022: Sandman (The Sandman, Fernsehserie, 1 Episode)
- 2023: The Mandalorian (Fernsehserie, 2 Episoden, Stimme)